# La voie est libre
Pour les articles homonymes, voir Les Visiteurs.
Ne doit pas être confondu avec Voie de la Liberté.
Pour plus de détails, voir Fiche technique et Distribution.
La voie est libre est un film français réalisé par Stéphane Clavier sorti en 1998.

## Synopsis
Licencié pour raison qu'il estime injuste, et après avoir écrit dix-sept fois à l'administration sans obtenir de réponse, Jules décide de rencontrer le ministre. Refoulé par le service d'ordre, il prend en otage les quelques passagers d'un tortillard local. Le train est abandonné sur une voie de garage, personne ne s'émeut. Robert, l'ami de Jules, rejoint le groupe. Une femme battue (Jeanne), arrive en compagnie de son amie Nadia, tandis que Jules tente désespérément d'alerter l'opinion. Cependant, les passagers ne tardent pas à fraterniser avec le geôlier maladroit : entre casse-croûte et fête improvisée, la vie s'organise jusqu'à ce que les forces de police interviennent. Avec l'accord du groupe, Jules réclame cinquante millions de francs, qui lui sont versés et qu'ils se partagent. Personne ne donnant le signalement du preneur d'otages, tous sortent avec leur part d'argent. L'assaut est donné à un wagon vide.

## Fiche technique
- Réalisation : Stéphane Clavier, assisté de Renaud Alcalde et de Christopher Granier-Deferre
- Scénario : Santiago Amigorena, Stéphane Clavier, Christophe Loizillon, Marion Vernoux
- Décors : Katia Wyszkop
- Costumes : Carine Sarfati
- Photographie : François Catonné
- Musique : Michel Hardy
- Montage : Mireille Leroy
- Pays d'origine : France
- Production : Éric et Nicolas Altmayer
- Sociétés de production : Mandarin Films
- Société de distribution : UFD - UGC - FOX Distribution
- Budget : 23 000 000 de francs (environ 3 500 000 euros)
- Genre : comédie
- Durée : 88 minutes
- Format de production : 35 mm - 1.85
- Dates de sortie : 
  - France : 14 janvier 1998
  - Belgique : 11 février 1998

## Distribution
- François Cluzet : Jules
- Philippine Leroy-Beaulieu : Jeanne
- Emma de Caunes : Nadia
- Éric Caravaca : Robert
- Jean-Paul Muel : Frédéric Delès
- Brigitte Chamarande : Lucie
- Annie Grégorio : Mathilde
- Raphaëline Goupilleau : Diane
- Valérie Bonneton : Brigitte
- Édouard Montoute : Yves
- Wilfred Benaïche : Bruno
- Michel Muller : Le chef de gare
- Anne Kreis : Madame Delès
- François Levantal : Xavier
- Zinedine Soualem : Karim
- Catherine Benguigui : Myriam
- Philippe Paimblanc : Monsieur Francastel
- Marie-Hélène Lentini : La collègue de Diane
- Patrice Kahlhoven : Le ministre des transports

## Accueil

### Box-office
Le film est sorti en France le 14 janvier 1998, dans 93 salles. Avec un total de 37 195 entrées.

## Autour du film
L'équipe s'est installée en avril et mai 1997 dans un TER (Train Express Régional), principalement en gare de l'Arbresle, mais aussi à la gare de Lyon-Saint-Paul, à Oullins, Lozanne, Brignais et Tassin.
Pour l’ambiance qu’il voulait créer, Stéphane Clavier tenait absolument à ce que l’équipe entière du film, techniciens et comédiens, soit présente pendant un mois de 22 heures à 5 heures du matin dans un train. Après avoir consulté son réseau national et privé, le responsable cinéma de la SNCF l’a aiguillé sur la gare de l'Arbresle, à côté de Lyon.
Le train ou a lieu la prise d'otage est un autorail X 4300.